# Дойч-Бродерсдорф
Дойч-Бродерсдорф (нім. Deutsch-Brodersdorf) — це місцевість, інше написання — Дойч-Бродерсдорф, кадастровий муніципалітет у муніципалітеті Зайберсдорф у Нижній Австрії.

## Географія
Місце знаходиться на західному березі Лейти, яка з’єднана дорогою з Лайтапродерсдорфом, що лежить на протилежному березі Лейти.

## Історія
Заселення території, яке сягає кельтських часів, було в основному сформовано римлянами, з яких були знайдені надгробки, коштовності, зброя, монети, посудини, цегла та інші артефакти. Назва місця вказує на слов’янське коріння, адже броди старослов’янською мовою означає брід.